# Judith Lang Zaimont
Judith Lang Zaimont   (Memphis, 8 de novembre de 1945) és una compositora estatunidenca. Va iniciar les classes amb 5 anys amb la seva germana, Doris Lang Kosloff, també va fer classes de piano amb la seva mare, Bertha Lang, una destacada pianista i cantant.
Judith va començar a estudiar a Juilliard amb només 12 anys on es va formar en piano i teoria. Allà, va tenir com a professors Rosina Lhévinne (piano) i Ann Hull.

## Desenvolupament musical inicial
Ha tingut una carrera de 45 anys com a músic. Es va dedicar al piano entre l'adolescència i els 20 anys. Va ser el fet d'haver de practicar el que li va despertar l'interès per la composició, aproximadament amb 11 anys.
A l'edat de 8 anys, la compositora ja actuava en públic. Als 10 anys va guanyar el 3r premi en el concurs anual de l'Associació Internacional de Professors de Piano i a l'any següent va ser traslladada a Califòrnia per a actuar com a solista en "The Lawrence Welk Show".
Mentre cursava els seus estudis en Queens College, va actuar com a solista amb l'orquestra de l'escola en diverses ocasions. Es va graduar a l'edat de 20 anys, obtenint una llicenciatura magna cum laude i rebent els principals premis musicals de l'escola, els premis Karol Rathaus i Alter Machlis.
Judith va mostrar talent musical des de molt petita. La seva família recorda que, de nena, era capaç de cantar mentre dormia. També destacava per la seva habilitat per tocar d’oïda i llegir a vista amb facilitat. L’interès per la composició va sorgir després d’interpretar Chopin, ja que no gaudia de la repetició mecànica del repertori i preferia “experimentar amb les notes”, segons les seves pròpies paraules. Va començar a compondre als 11 anys i, amb només 12, va guanyar un premi de la Federació Nacional de Clubs de Música per una de les seves primeres peces. 
Judith va ser aparellada al costat de la seva germana menor, Doris, com un equip de duo-piano sota gestió professional. (Doris Lang Kosloff, és ara cap del programa d'òpera de l'Escola de Música Hartt i directora artística de l'Òpera de Connecticut).
Les dues adolescents van recórrer els Estats Units, actuant en la ràdio, en concert i amb l'orquestra, tocant tant el repertori estàndard com les obres escrites especialment per a ells, així com alguns arranjaments de Judith. Les germanes Lang van fer el seu debut en el Carnegie Hall en 1963 amb la Little Orchestra Society en Carnival donis Animaux, i a mitjan anys 60 van ser semiregulars durant dos anys en el "Mitch Miller Show" de televisió.

## Activitats primerenques com a compositora
Zaimont va començar a compondre espontàniament als 11 anys i va començar a guanyar concursos de composició a partir dels 12 anys.
Als 16 anys va ingressar al Queens College, com a estudiant de música, i va actuar com a solista amb l'orquestra de l'escola com a estudiant de primer any. Es va graduar a l'edat de 20 anys, obtenint una llicenciatura magna cum laude i rebent els principals premis musicals de l'escola, els premis Karol Rathaus i Alter Machlis.
Durant els seus estudis, va treballar en aules amb una distingida llista de compositors de l'escola (George Perle, Hugo Weisgall, Leo Kraft), però no va estudiar composició en privat en absolut.
La concessió d'una beca Woodrow Wilson li va permetre assistir a l'escola de postgrau de la seva elecció, la Universitat de Colúmbia, i va anar en Columbia on va realitzar la seva única instrucció formal de composició (també receptora de la beca Anton Seidl en Composició de Columbia), estudiant durant un any amb Otto Luening i Jack Beeson.
Zaimont va completar el seu mestratge en Composició Musical en 1967 als 22 anys, i quatre anys després va rebre la Beca Debussy de l'Aliança Francesa per un any d'estudi d'Orquestració amb André Jolivet a París (1971-72).

## Estil compositiu
Judith Lang Zaimont és reconeguda internacionalment per l'estil distintiu de la seva música, caracteritzat pel seu esperit de rapsòdia, emoció i força expressiva, i citada repetidament per crítics i oients per la seva creació de colors i textures inventius i molt variats.
Per a ella, el fonamental és que escrivim música perquè hem de fer-ho. Els compositors assaboreixen la música com l'instrument d'expressió palpable i extraordinari que és, amb una capacitat comunicativa que va més enllà de les paraules i la racionalitat. Compondre és un dels principals impulsos de la nostra vida: si no podem satisfer aquest desig creatiu durant massa temps, ens tornem irritables, malhumorats.
La biògrafa Jane Weiner LePage també emfatitza l'equilibri entre tècnica i expressió en la música de Zaimont: La seva escriptura és controlada i apassionada al mateix temps, reflectint tant el seu temperament com el seu intel·lecte. Ella prospera en tenir grans limitacions tècniques imposades sobre ella, composició parlant, i s'estimula a la idea d'extrapolar una obra musical de bona grandària a partir de dues o tres peces de material". El seu estil harmònic és generalment tonal, encara que sovint altament modulatiu.

## Carrera docent
Directament en concloure en Columbia, es va embarcar en una carrera de 36 anys com a professora de música en educació superior, ensenyant teoria, musicalitat i composició, juntament amb el seu treball principal com a compositora.
Els seus anys d'ensenyament inclouen nomenaments significatius per a les facultats de música de Queens College (1972-1977), Peabody Conservatory - Universitat Johns Hopkins (1980-1987: nomenada professora de l'Any en 1985), en la Universitat de Adelphi (President del Departament de Música: 1988-1991), i com a professora de composició en la Universitat de Minnesota.
A partir de principis dels 80 i d'ara endavant, Judith Zaimont va començar a ser activa com a escriptora sobre temes musicals. El seu primer llibre de Greenwood Press, Contemporary Concert Music by Women, va ser considerat una publicació històrica en la seva aparició en 1981 i els seus assajos han aparegut al llarg dels anys per sol·licitud en publicacions dirigides tant a la música professional com a les comunitats d'humanitats (per exemple, "Embracing New Music", el seu article de 2009 per a la revista American Music Teacher, nomenat Article de l'Any per l'Associació Nacional de Professors de Música.
És autora d'una sèrie de llibres de tres volums aclamades per la crítica. Va rebre aplaudiments crítics universals, diversos premis, una important beca de recerca de la National Endowment for the Humanities i el Primer Premi de 1993 en els premis internacionals de musicologia emesos per IAWM, el Premi Pauline Alderman.
Les composicions musicals originals de Zaimont continuen atraient als oients de totes les edats i, a través de l'actuació en viu, en gravació i transmissió en Voice of America, als oients de tot el món. Els principals articles sobre la seva música han aparegut en moltes revistes professionals, diccionaris de música i una varietat de mitjans d'ensenyament (llibres, gravacions, vídeos).
Ha fet una contribució duradora a la pedagogia del piano en l'àrea de l'ensenyament de les tècniques d'interpretació del segle XX; amb la seva "Llista anotada de repertori del segle XX per al piano" (en Teaching Piano, Denes Agay, ed: Yorktown Music Press) és un recurs pedagògic estàndard.
Actualment s'exerceix com co-directora del Maricopa ARTS Council (MAC); i amb altres dos talentosos músics de Maricopa va fundar Maricopa Music Circle al gener de 2010. El conjunt ara s'ha convertit en una orquestra de cambra de 15 membres i és reconegut com el principal grup de música de concert de la ciutat.

## Compositora
Zaimont ha gaudit d'una distingida carrera com a compositor d'obres en molts gèneres, amb actuacions en les principals sales de tot el món, incloent-hi el Lincoln Center, el Carnegie Hall, la Biblioteca del Congrés, el Museu Smithsonian, el Teatre "Egg" a Pequín, l'Ajuntament d'Hong Kong, la Wiener Musikhaus (Viena) i en el Kremlin.
La seva música és àmpliament interpretada en tot els Estats Units i Europa pels principals solistes i conjunts nacionals i internacionals, incloent-hi l'Orquestra de Filadèlfia, Camerata Bern (Suïssa), la Simfònica de Baltimore, la Simfònica de Missouri, la Filharmònica de Janacek, etc.
Les composicions de Zaimont han presentat obres realitzades en el Congrés Mundial de Viola, el Congrés Mundial de Saxofons, la Conferència Nacional de CBDNA, el Congrés Nacional de Violoncel, diverses Conferències Nacionals de la Societat de Música Universitària, dues conferències anuals de la Societat Internacional de Reed Doble, etc.
La música de Judith Zaimont apareix regularment en les llistes de repertori aprovat d'organitzacions musicals als Estats Units i el Regne Unit. La seva música és el tema de 23 tesis doctorals i tesis de mestratge.

## Mestra
Judith Zaimont és igualment una distingida mestra, anteriorment membre de les facultats de música de Queens College i el Conservatori de Música Peabody de Baltimore, on va ser nomenada "Professora de l'Any" en 1985.
Va ocupar el càrrec de Professora de Música i Presidenta del Departament de Música de la Universitat de Adelphi de 1989 a 1991, i de 1992 a 2005 es va exercir com a Professora de Composició a l'Escola de Música de la Universitat de Minnesota, així com presidenta de divisió i acadèmica de la Facultat d'Arts Liberals.
Des que es va retirar de l'ensenyament universitari a temps complet a la tardor de 2005, continua sent buscada per a classes magistrals i lliçons privades de composició i orquestració, i és activa com a clínica, jutgessa freqüent i presentadora de classes magistrals als Estats Units i a l'estranger.

## Escriptora
Igualment sol·licitada com a escriptora i oradora, els seus articles i assajos sobre diversos temes musicals inclouen un discurs convidat sobre "Modern America and America's Musical Women" a la UNESCO a París (1997), el discurs d'obertura a la College Music Society en 2006 i a altres conferències nacionals en els anys següents, el premi Article de l'Any 2009 de l'Associació Nacional de Professors de Música per a "Abraçar la Nova Música" (revista American Music Teacher), i dotze anys com a creadora i editora en cap al capdavant de l'aclamada sèrie de llibres The Musical Woman: An International Perspective.

## Estil musical
L’obra de Zaimont combina influències del romanticisme i l’impressionisme amb tècniques del segle xx, destacant per la seva tonalitat i estructures clares. Una de les seves característiques principals és l’ús de ritmes complexes, canvis sobtats de mesura i ritmes creuats. També inclou elements instrumentals com línies asimètriques i desplaçaments d’octava. La natura inspira bona part de la seva obra, sovint amb títols programàtics. Zaimont defineix el seu estil com a "altament dramàtic, tonal i no tradicional". La seva capacitat d’escriure idiomàticament per a qualsevol instrument es va intensificar després d’una operació d’otosclerosi el 1984, que li va causar pèrdua auditiva a l’oïda esquerra.

## Música coral
En la música vocal, el metre fluctua amb freqüència segons el dictat pel text. L'expressió de text és extremadament important per a Zaimont i resulta en freqüents canvis de textura i efectes dramàtics. Diverses tècniques criden l'atenció sobre paraules o frases particulars; les frases de text completes no sempre apareixen en una sola part de veu, sinó que requereixen la combinació de veus; la repetició de frases i fragments de text crida l'atenció de l'oient sobre paraules clau. Paràbola-Representació musical del drama. Una de les característiques atractives de la música coral de Zaimont, especialment les composicions més recents, és el seu atractiu dramàtic i emocional. Paràbola: Un conte de Abram i Isaac, completat en 1985, demostra l'estil dramàtic del compositor.
Obres corals de Judith Lang Zaimont. Les composicions corals de Judith Lang Zaimont inclouen obres per a cor mixt amb instrumentació variada i temàtiques diverses, encarregades per reconeguts ensembles i publicades en diferents editorials. A continuació, un resum cronològic:
1. They Flee from Em (1965-66): Text de Thomas Wyatt. Cor mixt (SATB), flauta; 3.30.
2. Man's Image and His Cry (1968): Text del Jewish High Holyday Prayer Book. Cor mixt, solistes, orquestra; 20.00.
3. Three Ayres (1969): Textos de Shakespeare, Jonson i Blake. Cor mixt; 6.00.
4. The Chase (1972): Basat en Atalanta. Cor mixt (SSAATTBB), piano; 6.00.
5. Sunny Airs and Sober: A Book of Madrigals (1974): Textos de Shakespeare, Shelley, Gai i Herrick. Cor mixt, solistes; 15.00.
6. Sacred Service for the Sàbat Evening (1975): Text del Union Prayer Book for Jewish Worship. Cor mixt, solista, orquestra; 72:00.
7. Moses Supposes (1977): Embarbussament anònim. Cànon a 3 veus, percussió opcional; 3.00.
8. Three Choruses from the Sacred Service (1980): Revisions del Sacred Service. Cor mixt, piano; 16.00.
9. The Iragickal Ballad of Sir Patrick Spens (1980): Balada anònima. Cor mixt, soli coral, piano; 8.00.
10. Serenade: To Music (1981): Text de W.H. Auden. SSATTB; 9.00.
11. Lamentation (1982): Text de l'Antic Testament. Cor mixt, piano, percussió; 25:00.
12. Paràbola: Un conte de Abram i Isaac (1985): Textos bíblics i de Wilfred Owen. Cor mixt, solistes, òrgan o quintet de cordes; 16.00.
13. The Spirit of the Lord (1992): Textos d'Isaïes i Martin Luther King. Cor doble, metalls, òrgan; 8.00.
Les partitures i gravacions estan distribuïdes entre MPL Productions, Galaxy, Walton i altres editorials.

## Influències musicals
Zaimont ha estat influenciada per compositors com Berlioz, Chopin, Scriabin, Prokofiev, Debussy, Ravel, Messiaen, Stravinsky i Copland, destacant-ne la textura, la figuració i el ritme harmònic ràpid. També ha incorporat elements del jazz i de Gershwin en les seves obres inicials, així com un amor especial per la música francesa. Tot i reconèixer aquestes influències, Zaimont posa èmfasi en la importància de trobar una veu compositiva única.